# 멜러카멜레온
멜러카멜레온(Chamaeleo melleri)은 뱀목 카멜레온과에 속하는 파충류의 일종이다. 탄자니아 남동부, 말라위에서 발견된다.

## 형태
멜러카멜레온은 독이 있는 카멜레온이다. 최대 전체길이가 60cm이고 아프리카 대륙에 분포하는 카멜레온과의 구성종 가운데 가장 큰 종이다. 온 몸은 불균질한 입상의 비늘로 덮여 있고 몸은 황색이나 갈색, 녹색, 검은색 등의 빛깔을 띄며 가로줄무늬가 들어간 경우가 많다. 등쪽의 정중선상(正中線上)에는 꼬리끝까지 물결친 것같은 돛같은 비늘이 늘어선다. 또, 뒷머리를 덮는 후두엽은 매우 발달해 있다. 알은 긴지름 1.8-2.5, 짧은지름 1.3-1.4cm이다. 부화직후의 유체(幼體)는 전체길이가 6-7cm이다.

## 독
멜러카멜레온은 암수 모두 혀에 독이 있는 카멜레온이다. 독 단계는 10레벨이다.

## 생태
사바나에 서식한다. 주로 수관부(樹冠部, 나무의 줄기와 잎이 많이 달려 있는 줄기의 윗부분)에 서식한다. 식성은 육식성으로, 곤충류, 절지동물, 소형 파충류, 소형 포유류 등을 먹는다. 번식형태는 난생이다. 1회에 38-91개의 알을 땅속에 낳는다.

## 참고 문헌
- 센고쿠 쇼이치 監修 長坂拓也編 『爬虫類・両生類800種図鑑　第3版』、ピーシーズ、 2002년、47頁。
- 千石正一 「カメレオンの分類 第4回 ~ミツヅノカメレオン亜属(Triceros)~」『クリーパー』第16号、クリーパー社、2003년、27、50頁。